# Comunidad campesina de Cochabamba
La comunidad campesina de Cochabamba (del quechua ancashino: qucha pampa, que significa ‘llanura con laguna') es una comunidad campesina quechua ubicada en los distritos de Cochabamba y Pariacoto de la provincia de Huaraz, en la región Ancash, Perú. El territorio de la comunidad se extiende entre los 835 y los 4700 m s.n.m. en la vertiente occidental de la Cordillera Negra. Contiene zonas rurales y urbanas en donde las labores principales son la agricultura, la ganadería, la artesanía y el comercio.
Limita con las comunidades campesinas de Ecash (al norte y al oeste) y Colcabamba (al este), y el distrito de Yaután (al sur). Cuenta con cuatro lagunas en su territorio: Huanca, Winchus, Patococha y Yanacocha.La existencia de pasivos mineros del Centro Minero Esperanza (que cesó de operar en 1975) que emanan aguas ácidas en las fuentes de agua de la comunidad ha sido denunciada tanto por la comunidad como por la Dirección Regional de Energía y Minas (DREM) de Áncash.

## Historia
En 1918 los miembros de la comunidad deciden conformarse como comunidad indígena y es así que en 1921 se instala la primera junta directiva liderada por su primer presidente, don Filomeno B. Andrade. El 10 de marzo de 1933 es reconocida oficialmente como "Comunidad indígena de Cochabamba" por la Dirección de Comunidades.